# Nikolaï Feliksovitch Ioussoupov
Ne doit pas être confondu avec Nicolas Ioussoupov.
Né à Saint-Pétersbourg le 16 février 1883 (28 février dans le calendrier grégorien) et mort le 22 juin 1908 (5 juillet dans le calendrier grégorien) Nikolaï Feliksovitch Ioussoupov est le fils aîné du prince Felix Feliksovitch Ioussoupov, comte Soumarokoff-Elston, et de la princesse Zénaïde Youssoupoff.
Héritier par sa mère de la plus importante fortune de Russie, le prince Nikolaï Ioussoupov fut tué à Saint-Pétersbourg en 1908 dans un duel au revolver l'opposant au mari de sa maîtresse.
À sa mort, son frère cadet, le prince Félix Ioussoupov (1887-1967), devint héritier présomptif de la fortune familiale et du titre de prince Ioussoupov, qu'il prit en 1928, à la mort de son père.